# Sylvester Stallone
Michael Sylvester Gardenzio Stallone, znan tudi kot Sylvester Stallone in Sly Stallone, ameriški filmski igralec, režiser in scenarist, * 6. julij 1946, New York, Združene države Amerike.

## Mladost
Rodil se je frizerju Franku Stalloneju in astrologinji ter bivši plesalki Jackie Stallone (roj. Labofish). Njegov mlajši brat je igralec in glasbenik Frank. Njegov oče izhaja iz mesta Gioia del Colle v italijanski pokrajini Pugliji, v ZDA pa prebiva že od otroštva.  Njegova mati je delno francoskega, delno pa rusko-judovskega porekla. 
Kasneje je njegov oče v Washingtonu odprl kozmetično šolo ter tja preselil tudi svojo družino. Leta 1954 je njegova mati odprla ženski fitnes, ki ga je poimenovala Barbella's. Njegova starša sta se ločila, ko mu je bilo devet let, po ločitvi pa je Sylvester ostal pri materi. Šolal se je na srednji šoli Lincoln High School v Filadelfiji ter univerzi Notre Dame.  Pred vpisom na Miami Dade College in Univerzo v Miamiju je obiskoval še Vojaško akademijo v Charlotte Hallu. 